# Древние (Звёздные врата)
Дре́вние (Anquientas , также известны как альтеране и лантийцы) — вымышленная человеческая раса во вселенной Звёздных врат, первое поколение земной эволюции. Они — одна из самых высокоразвитых рас, когда-либо существовавших, так как они развивались за миллионы лет до современных людей. Их самое известное изобретение — звёздные врата, которые они разбросали по многим мирам во многих галактиках. Современными людьми используется ещё одно их достижение — город-корабль Атлантида, в котором происходят события телесериала «Звёздные врата: Атлантида».
Исследователи-земляне после прибытия на Атлантиду активируют голографический интерфейс и обнаруживают послание от древних, которые приветствуют и предупреждают землян. Раса древних проиграла войну ужасному противнику, расе эволюционировавших жуков, рейфам — поэтому, чтобы спастись, их город погружается в океан, а выжившие отправляются на Землю. Древние не являются богами или волшебниками, соответственно, и не представляют себя ими, но технологически очень сильно превосходят землян.
Присутствуют параллели между расой древних и могущественными расами в других научно-фантастических сериалах, например, Q Continuum из вселенной «Звёздного пути» или ворлонцами из вселенной «Вавилона-5». Также близкими к древним являются эльфы из произведений Джона Рональда Руэла Толкина: воины, поэты и волшебники.

## История
Многие миллионы лет назад в цивилизации древних людей произошёл конфликт между религиозными фанатиками и людьми, верящими в научный подход к изучению окружающего мира. В результате конфликта цивилизация разделилась на два лагеря: орай, последователей религии Происхождения, и тех, кого принято называть древними или лантийцами. Древние были вынуждены покинуть свой родной мир на корабле-ковчеге.

### Исход Древних
Неизвестно, как долго они дрейфовали в космосе, и когда натолкнулись на Млечный путь, и неизвестно местонахождение их родной галактики, но они решили создать новую цивилизацию в Млечном пути. В нашей галактике они процветали долгие тысячелетия, а может даже миллионы лет, пока их не поразила болезнь, напоминающая современный менингит, и многие люди вынуждены были покинуть Млечный путь и переселиться в Пегас, предварительно построив устройство для заселения Млечного пути новой жизнью на Дакаре. В галактике Пегас Атлантида приводнилась на океан планеты, названной Лантеей, где, видимо, образовалась их столица.
В Пегасе человеческая раса так же, как и в Млечном пути, распространилась, пока однажды люди не столкнулись с видом жуков иратусов, которые были способны поглощать ДНК из пищи, питаясь словно вампиры. Попробовав на вкус людей иратусы эволюционировали в расу рейфов, кровожадных гуманоидов-вампиров, которые стали врагами лантийцев. Разгорелась война, грозившая древним вымиранием, и Древним пришлось снова отступить на Землю, куда рейфы не могли добраться, так как не владели межгалактическими гипердвигателями (их корабли были органическими), а звёздные врата Пегаса не могли открывать проход на Землю.
К тому времени в Млечном пути (в том числе и на Земле) уже существовало множество форм жизни, включая второе поколение Homo sapiens. В Млечном пути древние снова расселились по галактике, встретив расы ноксов, ферлингов и асгардов, и образовав союз Четырёх Великих рас, который впоследствии был дополнен Пятой расой — современными людьми.
Древних называют первым поколением эволюции гуманоидной жизни на Земле, поэтому героев Звёздных врат, современных землян, они встречают как детей и даже как своих потомков. Первое поколение людей эволюционировало очень долгое время, миллионы лет, поэтому физиологически способно к вознесению — превращению в скопление чистой энергии. Именно поэтому древние редко встречались в сериале, так как были либо мертвы, либо вознесены. Кроме того, вознесшимися людьми был создан свод правил, который, например, запрещал им помогать другим вознестись, и общаться с низшими формами жизни.

## Технологии Древних

### Характеристика
Древние считаются самой развитой расой во вселенной Звёздных врат. Их технологии не могли полностью понять даже асгарды, а их оружие и защита были самыми мощными из всех, уступая только лучевому оружию асгардов, созданному незадолго до их массового самоубийства. Один линейный корабль класса Аврора мог уничтожить крупную флотилию кораблей-ульев рейфов, не получив существенных повреждений, но в основном такая огневая мощь поддерживалась при помощи МНТ (Модуль нулевой точки англ. Zero Point Module (ZPM)), без МНТ же лантийские корабли были очень уязвимы.
Характерная особенность техники древних — высочайшее энергопотребление и надёжность. Это же являлось и существенным недостатком кораблей древних, так как без МНТ корабли не могли одновременно стрелять и поддерживать защиту. Самым крупным кораблём является корабль-город Атлантида, питаемый тремя МНТ (штатный режим энергопитания). Как и все корабли древних, он обладает огромной огневой мощью и очень прочной защитой, хотя и не является боевым кораблём.

### Щит Атлантиды
Щит Атлантиды может поддерживать температуру и атмосферу внутри себя и удерживать шквальный огонь нескольких кораблей-ульев с орбиты в течение очень долгого времени. (На одном МНТ щит Атлантиды выдерживает не более 72 часов обстрела десяти кораблей-ульев, так как в этом случае МНТ перегружен и его физический ресурс быстро истощается.) Щит Атлантиды отличается от корабельных щитов древних, так как щиты кораблей поглощали энергию и огибали формы корабля, а щит Атлантиды создавал непроницаемый «пузырь» вокруг города. Кроме того, щит города продержался 10 000 лет под давлением толщи воды Лантийского океана, когда город был погружён под воду и оставлен древними. Город оборудован новейшими научными устройствами древних, что позволяло проводить исследования самой изощренной физики, в отличие от менее совершенных устройств землян. Например, сестра МакКея Джинни смогла создать источник энергии, использующий параллельные вселенные в лаборатории древних на Атлантиде.

### Гипердвигатель
Ещё одно технологическое достижение древних — межгалактический гипердвигатель (практически быстрейший из всех известных гипердвигателей). Так древние изобрели и тоннельный гипердвигатель, по скорости сравнимый со звёздными вратами, очевидно экспериментальный, и потому ненадежный, опасный и крайне сложный в запуске.
Схожими технологиями владели орай, но их технологии в основном были созданы уже вознёсшимися, в то время как самые передовые технологии древних были созданы людьми до вознесения, что говорит о большом превосходстве научно-технической мысли древних.
От большинства других рас древние отличались непоколебимой верой в то, что всё в природе объяснимо. Это их главное отличие от орай, которые шли к вознесению по пути религии. Несмотря на огромные научные познания в том числе в военной области, древние предпочитали не вступать в конфликты. Это не сыграло им на руку в войне с рейфами, так как, не имея военного опыта, они совершили несколько тактических и стратегических ошибок, одна из которых стала для них фатальной — самоуверенность. Не осознавая, что с военными силами противника следует считаться, они посылали свои крейсеры далеко вглубь пространства врага и, в конце концов, теряли их вместе с источниками питания на борту. Источники питания использовались рейфами в станциях клонирования для сверхбыстрого выращивания солдат и кораблей, и древние были оттеснены к Лантее численно превосходящей армадой противника.
Первое упоминание — «Звёздные врата: SG-1» (сезон 2, серия 15). Первое появление — «Звёздные врата: SG-1» (сезон 3, серия 20).
В незаконченном сериале «Звёздные врата: Вселенная» люди обнаруживают созданный древними космический корабль «Судьба», который был ими построен неизвестное число миллионов лет назад и запущен без экипажа в дальний космос с разведывательной межгалактической миссией. На нём установлены звёздные врата более старой модели, чем на Атлантиде. С тех пор он успел пролететь через множество галактик, и для попадания на него через врата оказалось необходимо очень много энергии, которую люди смогли взять только из ядра планеты, состоящего из наквадрии. Из-за внезапного нападения инопланетян на эту планету персонал земной базы был вынужден пройти через врата на этот корабль, так как планета сразу после этого взорвалась. Оказалось, что после вознесения древних они кораблём не пользуются, и корабль летит в автоматическом режиме, самостоятельно корректируя курс и заряжаясь от звёзд. Далеко впереди него летят «установщики врат», производящие их по ходу полёта, и расставляют врата на планетах, где возможна высадка (в сериале показан только один). Таким образом люди на «Судьбе» смогли посещать некоторые планеты, изучая их и собирая некоторые ресурсы. Изначально контролировать движение корабля люди не могли и зависели от его периодических автоматических остановок, но затем получили почти полный контроль, хотя корабль вступил с ними в продолжительную полемику посредством невральных интерфейсов. С Землёй люди связывались посредством описанных в SG-1 «коммуникационных камней древних», которые позволяют парам людей меняться сознаниями на любом расстоянии и в режиме реального времени контролировать чужое тело. Согласно обнаруженным на борту данным, главной задачей корабля является изучение реликтового излучения, в котором древние обнаружили искусственные сигналы от неизвестного разума: предположительно, «Судьба» летит к их источнику. Люди (экипаж и земное командование) назвали это «посланием от Бога» (в целом во всей франшизе много религиозных аллюзий) и взяли на себя задачу продолжать эту миссию, на чём сериал и обрывается.